# Ештадіу Марколіну де Кастру
«Ештадіу Марколіну де Кастру» (порт. Estádio Marcolino de Castro) — футбольний стадіон у Санта-Марія-да-Фейра, Португалія, домашня арена ФК «Фейренсе».

## Опис
Стадіон побудований та відкритий у 1962 році. До цього часу арена особливих реконструкцій не зазнавала.